# ヨーゼフ・リンケ
ヨーゼフ・リンケ（Josef Linke 1783年6月8日 - 1837年3月26日）は、オーストリアのチェリスト、作曲家。ウィーンで活躍し、幾度となくベートーヴェンの室内楽曲の初演に参加した。

## 生涯
リンケはシュレージエンのトラーヒェンベルク（現ジュミグルト）に生まれた。ブレスラウ（ヴロツワフ）近郊に移り住み、ウェーバーが指揮者を務めていたブレスラウ歌劇場の首席チェリストであったローゼにチェロを学び、自らも歌劇場管弦楽団で演奏した。
ウィーンに移ったリンケは、アンドレイ・ラズモフスキー伯爵がヴァイオリニストのイグナーツ・シュパンツィヒに依頼して結成された弦楽四重奏団へ、1808年にチェリストとして加わった。このシュパンツィヒ四重奏団は伯爵の邸宅で演奏会を催していた。1808年12月にはシュパンツィヒ、リンケ、そして作曲者本人によってベートーヴェンのピアノ三重奏曲作品70の2曲（第5番と第6番）が初演され、さらに1814年には同じメンバーで第7番（大公） 作品97の初演も行われた。また1815年には、ベートーヴェンはリンケのために作品102の2つのチェロソナタ（第4番と第5番）を作曲している。
リンケは1815年の大晦日に伯爵邸が火事で焼失し、解散されるまでシュパンツィヒ四重奏団に留まった。シュパンツィヒは数年間ウィーンを離れ、リンケはハンガリー貴族のエルデーディ家と懇意となり、一家とともにクロアチアへと向かった。
1818年にウィーンへと戻ったリンケは、アン・デア・ウィーン劇場管弦楽団のソリストとなった。1819年、ヴァイオリニストのヨーゼフ・ベームが創設した四重奏団に加わる。他にこの楽団に加わったカール・ホルツ、フランツ・ヴァイスのいずれも、かつてシュパンツィヒ四重奏団で演奏した奏者であった。
シュパンツィヒがウィーンへ戻ったのは1823年のことであり、リンケは彼によって再結成された四重奏団にホルツ、ヴァイスの両名とともに加わった。ベートーヴェンは1810年の第11番 作品95以降、全く弦楽四重奏曲に手を付けていなかったが、1824年に第12番 作品127を書き上げ、翌年シュパンツィヒ四重奏団が初演を行った。同楽団はさらにその後弦楽四重奏曲第13番 作品130、第15番 作品132の初演も受け持っている。また、シューベルトの弦楽四重奏曲イ短調 D804を初演したのもこの四重奏団であった。
1830年のシュパンツィヒの死後、リンケはヴァイオリニストのレオポルト・ヤンサが1834年に結成した四重奏団に所属していた。
リンケはチェロ協奏曲をはじめとする、チェロのための楽曲をいくつか作曲している。
リンケは1837年にこの世を去った。音楽雑誌『新音楽時報』には次のような死亡記事が掲載された。

ベートーヴェンは親友であった彼のために多くを書いた。彼によるベートーヴェン作品の表現は独特もので、私は他のチェリストがこのような解釈をするのを1度も耳にしたことがない。それは時によって軽薄、攻撃的、気紛れ、情熱的等々になり得るもので、つまるところそれは求められる気分の中に彼自身を表現すること、そしてベートーヴェンの本質的な様式を描き出すということなのだ。